# VfB Breslau
Der VfB Breslau (vollständiger Name Verein für Bewegungsspiele Breslau 1898) war ein Sportverein aus Breslau.

## Fußball

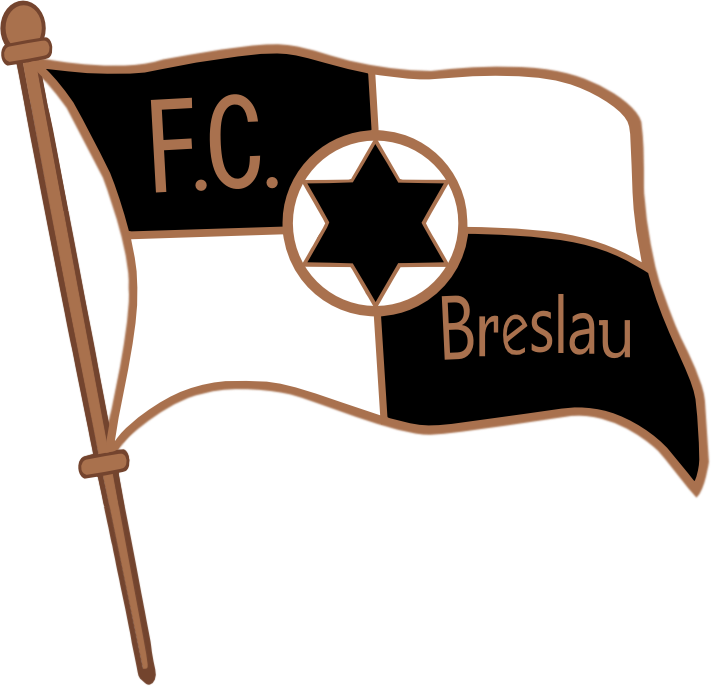
Logo des FC Breslau

Am 6. September 1892 fand das erste öffentliche Fußballspiel in Breslau statt, aus der auch eine Fußballmannschaft innerhalb des ATV Scheitnig hervorging. Diese machte sich am 13. Oktober 1898 als FC Breslau 98, dem ersten eigentlichen Fußballklub Schlesiens, selbstständig. Der FC Breslau war 1903 eines der Gründungsmitglieder des Verbandes Breslauer Ballspiel-Vereine und gewann im selben Jahr die erste Breslauer Stadtmeisterschaft. Seit 1906 gehörte der Klub dem Südostdeutschen Fußball-Verband an. 1910 wurde der Verein in Verein für Bewegungsspiele Breslau umbenannt.
In den 1920er und 1930er Jahren stand der VfB Breslau im Schatten der führenden Breslauer Vereine wie dem SC Schlesien Breslau und den Vereinigten Breslauer Sportfreunden. 1935 und 1939 gelang der Aufstieg in die Gauliga Schlesien, dem jedoch jeweils der direkte Abstieg folgte. 1943 stieg der Klub in die Gauliga Niederschlesien auf und erreichte in deren letzten Saison in der Staffel Breslau 2 den fünften Tabellenplatz. Im gleichen Jahr nahm der Verein am Vereinspokal teil, der letztmalig vor Ende des Zweiten Weltkrieges 1945 bis zum Finale durchgespielt werden konnte. Ein Spielbetrieb in der Saison 1944/45 ist nicht überliefert. Im Jahr 1945 wurde der VfB Breslau aufgelöst.

### Erfolge
- 1 × Meister des Verbandes Breslauer Ballspiel-Vereine: 1903 (als FC Breslau 98)

## Spielstätte
Der VfB Breslau spielte im Sportpark des Breslauer Stadtteils Grüneiche (heute Dąbie). Der Platz heißt heute Intakus Park und ist Heimstätte des Fußballvereins PTS Ślęza Wrocław.
Koordinaten: 51° 6′ 10,3″ N, 17° 4′ 47,2″ O

## Leichtathletik
Der VfB Breslau brachte die Leichtathleten Lina Radke, Hilde Sommer, Ernst Jokl und Kurt Zimmermann hervor.

## Feldhandball
Der Feldhandball-Abteilung des VfB Breslau gelang 1939/40 der Sprung in die erstklassige Handball-Gauliga Schlesien.